# Cadegliano-Viconago
Cadegliano-Viconago – miejscowość i gmina we Włoszech, w regionie Lombardia, w prowincji Varese.
Według danych na rok 2004 gminę zamieszkiwały 1774 osoby, 177,4 os./km².